# Ágape, Quiônia e Irene
Ágape, Quiônia e Irene foram três virgens que foram martirizadas por sua fé durante a perseguição de Diocleciano, em 304 d.C.

## A Lenda de Irene
Nasceu no século IV, época do imperador romano Diocleciano, considerado pelos cristãos o mais sanguinário perseguidor dos cristãos, e que "proibia que as pessoas portassem ou guardassem escritos que pregassem o cristianismo". Todos os livros "deveriam ser entregues às autoridades para serem queimados. Irene, ainda jovem, junto com suas irmãs, Ágape e Quiônia, pertencia a uma família pagã da Tessalônica, mas elas se converteram e possuíam vários livros da Sagrada Escritura, e passaram a pregar o cristianismo".
As três irmãs foram denunciadas, e em sua casa "foram encontradas várias Bíblias", por isso passaram a ser "perseguidas, e deveriam ser levadas ao interrogatório diante do governador da Macedônia, Dulcério". Deveriam, como os demais cristãos, submeter-se ao "intenso interrogatório, para renegar a fé em Cristo". E só se salvariam se idolatrassem aqueles que os cristãos consideravam falsos deuses, oferecendo publicamente comida e incenso a eles, e queimando as suas Bíblias. Quando os cristãos se negavam a renunciar a sua fé, geralmente eram queimados vivos, junto com a Bíblia.
Ágape e Quiônia foram encontradas antes. Presas e interrogadas, negaram-se a adorar os deuses a que os cristãos alegavam serem falsos e confirmaram sua fé. Por isso foram queimadas vivas. O Martirológio Romano as reverencia dois dias antes.
Entretanto, Irene, que havia escondido grande parte dos livros cristãos em sua casa, conseguiu "fugir para as montanhas, mas foi encontrada no dia do martírio das suas irmãs, levada a um prostíbulo para ser violada e, depois, presa". Lá, porém "por uma graça, ninguém a tocou". Irene foi, então, "submetida a interrogatório, manteve-se firme em sua profissão de fé". Condenada pelo governador Dulcério, foi entregue aos carrascos, "que lhe tiraram a roupa, expuseram-na à vergonha pública e depois também a queimaram viva".
O culto a santa Irene ainda é muito intenso no oriente e no Ocidente, e se perpetuou até os nossos dias pelo seu lendário "exemplo de santa mártir", bem como pela tradição de seu nome, que em grego significa "paz", e é muito difundido em todo o planeta, principalmente entre os povos cristãos.
A festa de santa Irene acontece em 5 de abril, dia em que recebeu a palma do martírio pela fé em Cristo, no ano 304.